# 島田武典
島田 武典（しまだ たけのり）は、神奈川県出身の宗教家であり、宗教団体転臨教の現教祖。
元は禅寺の生まれだが幼いころからその教えに疑問を抱き16歳で日本を出て世界を歩いた。28歳で帰国するも自らの家を継がずに転臨教の開祖となる。

## 転臨教
神奈川県小田原市に本殿を置く新宗教団体。最高位の存在である島田氏は自らを天真と名乗っている。
仏教の派生であるが人は生まれながらに不平等であり、それは輪廻転生における前世への魂が持つ未練の強さによるものだとしている。それゆえに来世では魂にとらわれることがないように全ての欲を捨てよりよい未来へと導く役目を持つ天真への奉仕を旨とする教義を持つ。

## 活動
団体を構成する信徒のことは小真と呼ばれ、通常の生活を行ないながら本殿に赴いて修行したり説法会に参加する。